# Atamrum
Atamrum, fill de Warad-Sin, va ser rei d'Allahad i després d'Andarig.
Es va aliar amb Eixnunna i amb el Regne d'Elam, i més tard, derrotats els elamites, amb Mari i amb Babilònia. Va adoptar a Hammu-Rabi de Kurda. Va demanar ajut a Zimrilim de Mari pel setge de Razama i després va avançar cap a Shubat-Enlil, retornant més tard des de Luhaya a Razama. Va aixecar el setge d'aquesta ciutat a canvi d'un tribut del rei Sharraya. Els iamkhadeus i els zalmaqueus el van atacar per impedir el seu avanç cap a Idamaraz. Va fer aliança amb els països d'Ashnakkum i Urkesh. Zimrilim el va encoratjar a ocupar Shubat-Enlil abans que no ho fes Ixme-Dagan I d'Ekal·latum. Va fer un tractat amb Mari en el qual s'establia que Ekal·latum seria per Zimrilim i la terra alta per Atamrum, i el país de Subartum es repartiria amb altres membres de la coalició que s'havia format contra Elam.
Atamrum també va fer un tractat amb Babilònia. Aliat amb Kurda va mobilitzar tropes a Allahad i finalment va ocupar Shubat-Enlil i després Suhpad. Va donar suport als habitants de Razama que s'havien exiliat perquè poguessin tornar a la seva ciutat. Va assetjar Asihum i Adallaya. El general Kukkutanum, cap militar d'Ashkur-Addu de Suruzum, que havia passat al seu servei, va ser bescanviat per cinc dels seus homes. Amb suport dels nòmades khaneus va expulsar les darreres tropes d'Eixnunna. Va forçar el canvi de partit d'Ashkur-Addu. Zimrilim li va confirmar els regnes d'Allahad i d'Andarig. Més tard va signar un tractat amb Ashkur-Addu al que va cedir Sadduwatum. Després va anar a Babilònia i va establir el campament de les seves forces prop de Larsa. En tornar de Babilònia va visitar Mari. Va intervenir en la successió d'Ixme-Dagan d'Ekallatum.